# Metrorràgia
La metrorràgia o sagnat intermenstrual és el sagnat uterí a intervals irregulars, particularment entre els períodes menstruals previstos. Així és una causa de sagnat per la vagina.
En algunes dones, el sagnat intermenstrual es produeix com a part normal i inofensiva de l'ovulació. Algunes dones experimenten un dolor abdominal agut de mig cicle al voltant de l'època de l'ovulació; al mateix temps que la menstruació normal. El terme metrorràgia premenstrual o espòting premenstrual s'utilitza generalment per a dones que utilitzin anticonceptius hormonals, com DIU hormonal o anticonceptius orals, en els quals es presenta el sagnat abans de la menstruació. Si el sagnat continua més enllà dels primers 3-4 cicles d'anticonceptius orals, s'hauria d'ajustar la prescripció a una píndola amb contingut d'estrògens més alta: ja sigui disminuint la proporció de progesterona o bé augmentant la dosi d'estrògens. En algunes dones apareix abans dels signes de la menopausa.
A més de les formes fisiològiques esmentades, la metrorràgia també pot representar un sagnat anormal de l'úter i ser un signe d'un trastorn subjacent, com ara un trastorn hormonal, endometriosi, fibromes uterins, càncer d'úter o càncer vaginal.
Si l'hemorràgia es repeteix i és forta, pot provocar una anèmia ferropènica (per deficiència de ferro) important.